# Colli-Agbamè
Colli est un arrondissement de la commune de Toffo localisé dans le département de l'Atlantique au Sud-Bénin.

## Histoire
Colli  devient officiellement un arrondissement de la commune de Toffo le 27 mai 2013 après la délibération et l'adoption par l'assemblée nationale du bénin en sa séance du 15 février 2013 de la loi n° 2013-O5 du 15/02/2013 portant création, organisation, attribution et fonctionnement des unités administrative locale en république du Bénin.

### Administration
Colli fait partie des 7 arrondissements que compte la commune de Toffo. Il est composé de 06 villages et quartiers de ville que sont:
- Agbamè
- Bossouvi
- Dogoudo
- Hêlita
- Hounyèmè
- Koudjananko[3]

#### Population
Selon le Recensement Générale de la Population et de l'Habitation(RGPH4) de Institut National de Statistique et de l'Analyse Économique(INSAE) au Bénin de 2013 la population de colli corresponds à:
| Indicateur           | 2013  |
| -------------------- | ----- |
| Nombre de ménages    | 2198  |
| Population féminine  | 5968  |
| Population masculine | 5350  |
| Population totale    | 11318 |